# Ephemeridium papillosum
Ephemeridium papillosum là một loài rêu trong họ Ephemeraceae. Loài này được Austin Kindb. mô tả khoa học đầu tiên năm 1895.